# 金乡殷氏
金乡殷氏是浙江省温州市苍南县金乡镇的一个望族，近代以来在各领域产生了许多名人。包括民国政府财政部次长殷汝骊、著名企业家殷之浩，市政专家殷体扬，上海市委副书记殷一璀等。也有以汉奸闻名的殷汝耕。
宋明时期，先祖在宁波府鄞县（现宁波市鄞州区），属灶民（专业盐民）。乾隆年间，可考始祖殷禹臣的长子殷德明迁居绍兴府余姚县。嘉庆年间殷德明长子殷俊杰由余姚南下至金乡，从此形成今金乡殷氏九房。
现仍保存有建于清朝道光年间的宗祠。有黎元洪题写的匾额。